# Siwi (språk)
Siwi är ett berberspråk som talas i Egypten vid landets gräns mot Libyen. Språket anses vara hotat. Antalet talare är cirka 10 000.
Fast siwi hör till de språk som har överlevt efter att araberna besegrade Egypten på 1000-talet, är språket dåligt dokumenterat. I dagens läge domineras Egypten av det arabiska språket och siwis talare har försökt försvara sitt språk.